# 哥勿州都督府
哥勿州都督府，唐羁縻都督府名。约置于总章元年（668年），治所在哥勿城（今吉林省通化市三合堡）。属安东都护府。辖境相当今吉林省通化、白山等市。后废。 